# Œuvre missionnaire de Jésus et Marie
L'Œuvre missionnaire de Jésus et de Marie (en latin : Operis Missionariae Iesu et Mariae) sont une congrégation religieuse féminine hospitalière, enseignante, missionnaire et de service social de droit pontifical.

## Historique
La congrégation est fondée par Marie Pilar Izquierdo Albero (1906-1945 ), gravement malade. Elle se sent inspirée de fonder une nouvelle famille religieuse et demande la permission au diocèse de Madrid. Leopoldo Eijo y Garay (es) accorde le nihil obstat le 16 novembre 1939 mais en raison du tumulte provoqué par la guérison soudaine de Pilar, l'accord est retiré. 
La fondatrice quitte Saragosse et s'installe à Madrid où, avec quelques compagnes, elle commence à aider les pauvres et à promouvoir la pratique religieuse parmi les ouvriers de la banlieue. Son travail est approuvé comme pieuse union diocésaine le 2 février 1942. 
Après la mort de Pilar, ses compagnes continuent son œuvre à Logroño, la congrégation est reconnue comme institut religieux de droit diocésain le 27 juillet 1961 par Abilio del Campo (es), évêque de Calahorra et comme institut religieux de droit pontifical le 12 octobre 1981.

## Activités et diffusion
Les sœurs se consacrent au service des pauvres, à l'enseignement, à l'assistance aux malades et aux personnes âgées (à domicile et dans leurs propres instituts), et à l'apostolat missionnaire.
Elles sont présentes en : 
- Europe : Espagne, Italie.
- Amérique : Colombie, Équateur, Venezuela.
- Afrique : Mozambique.

La maison-mère est à Logroño. 
En 2017, la congrégation comptait 248 sœurs dans 23 maisons.